# Saint-Gervais-d’Auvergne
Saint-Gervais-d’Auvergne ist eine französische Gemeinde mit 1.226 Einwohnern (Stand: 1. Januar 2022) im Département Puy-de-Dôme in der Region Auvergne-Rhône-Alpes. Sie gehört zum Arrondissement Riom und zum Kanton Saint-Éloy-les-Mines. Die Einwohner werden Gervaisiens genannt.

## Lage
Saint-Gervais-d’Auvergne liegt etwa 27 Kilometer nordwestlich von Riom und etwa 34 Kilometer nordnordwestlich von Clermont-Ferrand. Der Fluss Sioule bildet die südliche und östliche Gemeindegrenze. Sein Zufluss Chalamont tangiert die Gemeinde im Westen. Umgeben wird Saint-Gervais-d’Auvergne von den Nachbargemeinden Sainte-Christine im Norden, Ayat-sur-Sioule im Nordosten, Châteauneuf-les-Bains im Osten, Vitrac im Südosten, Queuille und Sauret-Besserve im Süden, Saint-Priest-des-Champs im Südwesten sowie Gouttières im Westen und Nordwesten.

## Bevölkerungsentwicklung
| Jahr                       | 1962 | 1968 | 1975 | 1982 | 1990 | 1999 | 2006 | 2013 |
| -------------------------- | ---- | ---- | ---- | ---- | ---- | ---- | ---- | ---- |
| Einwohner                  | 1708 | 1980 | 1640 | 1465 | 1419 | 1272 | 1341 | 1310 |
| Quellen: Cassini und INSEE |      |      |      |      |      |      |      |      |

## Sehenswürdigkeiten
- Kirche Saint-Gervais-et-Saint-Protais, Monument historique
- Pfarrhaus
- Ruine des Schlosses La Vilatelle

## Gemeindepartnerschaft
Mit der deutschen Gemeinde Hohentengen in Baden-Württemberg besteht über die Communauté de communes Cœur de Combrailles eine Partnerschaft.

## Weblinks

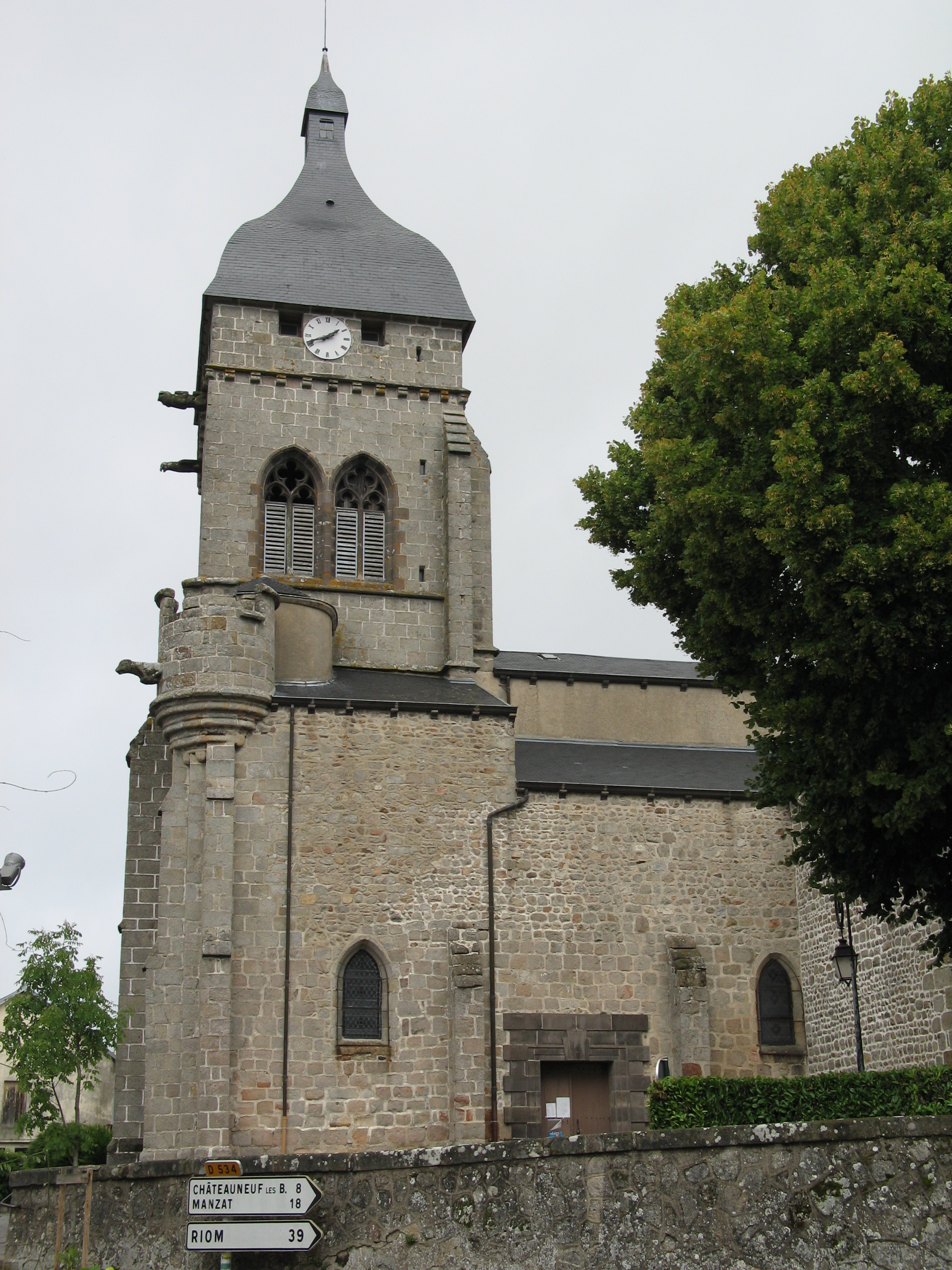
Kirche Saint-Gervais-et-Saint-Protais